# Миодраг Д. Јовановић
Миодраг Д. Јовановић (Београд) српски је оперски и концертни певач, баритон.

## Биографија
Рођен је у Београду. Завршио је Пету београдску гимназију и Музичку школу Станковић, као и Факултет музичке уметности у Београду (гудачки одсек – виолина). 
Певање учио на Факултету музичке уметности у Београду, као и на Државном конзерваторијуму Ђузепе Верди у Милану. 
Усавршавао се приватно код познатих вокалних педагога (Нино Карта, Енрико Фисоре) у Милану и Пјаћенци. 
Магистрирао на одсеку за соло – певање Факултета музичке уметности у Београду (класа ред. проф. Радмиле Бакочевић).
Једно време радио као професор виолине и камерне музике при СМШ Др.Војислав Вучковић у Београду. Преселивши се у Италију радио као професионални виолиниста у различитим камерним и оперско – симфониским саставима и оркестрима на северу Италије.
Од децембра 1989. до фебруара 2002. уживао статус слободног уметника (вокалног солисте). Тренутно је члан Опере Народног позоришта у Београду у својству првака Опере. Од априла 2005. до новембра 2006. године био на месту директора Опере НП у Београду.
Снимао је играно-документарни серијал Златни век - 100 година српске опере.

## Репертоар
Јовановићев оперски репертоар обухвата више од 50 улога, у земљи и иностранству, у којима се истиче раскошним гласом, драмском снагом и доживљеном интерпретацијом. Његове најславније улоге су Дон Ђовани, из истоимене опере, Набуко, Магбет из истоимене опере Ђузепеа Вердија, као и улоге Евгенија Оњегина и Газда Миткета из опере Коштана.
Наступа на различитим оперским и концертним сценама широм земље (Београд, Нови Сад, Ниш...) и света (САД, Немачка, Аустрија, Швајцарска, Италија, Грчка, Кореја, Русија...), певајући улоге првог баритонског фаха.